# Шведська модель протидії проституції

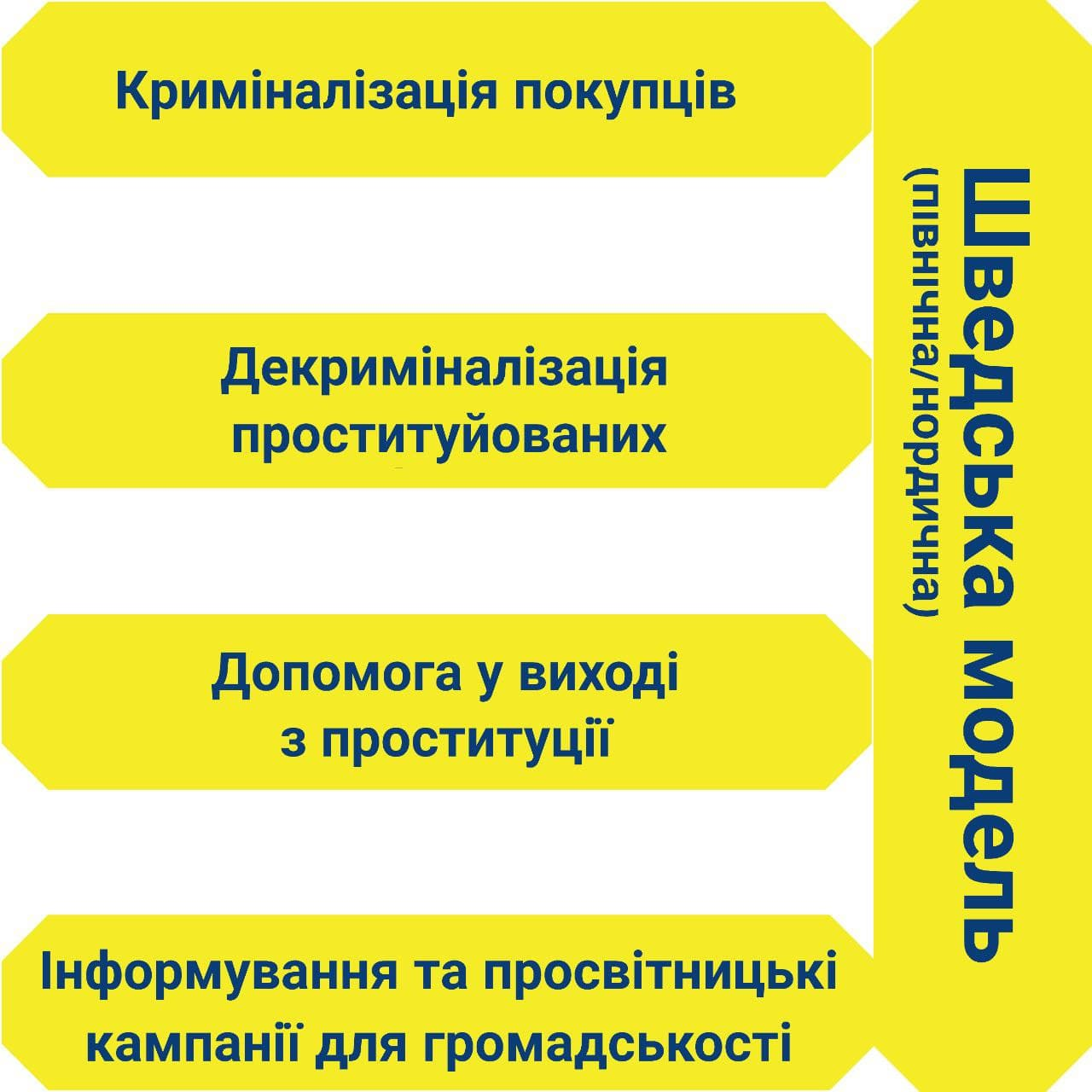
Як працює Шведська модель протидії проституції

Нордичний (північний, шведський) підхід до проституції (англ. Nordic model approach to prostitution), також відомий як неоаболіціонізм (англ. Neoabolitionism) та закон про покупців сексу — загальнодержавна стратегія скорочення попиту на проституцію шляхом криміналізації покупців (клієнтів) і сутенерів та декриміналізації проституйованих (повій) з метою скорочення обсягу секс-індустрії. Заснована на дослідженнях, модель вперше впроваджена у Швеції 1999 року, підтримується ООН та Європарламентом. Останнім часом поширеним стає термін «модель рівності», який означає те саме. Попри назву «нордична», модель розповсюдилась далеко за межі скандинавських країн і не пов'язана з однойменною соціально-економічною моделлю.
Підхід, коли продавати секс — легально, купувати — злочин, постраждалим надається допомога у виході з проституції (правовий захист, необхідна реабілітація, профорієнтація та працевлаштування), а громадськість отримує широку просвіту щодо гендерного насильства, прав людини та сексуальної етики, є ефективним інструментом зниження попиту на проституцію, згідно з більшістю досліджень.
На сьогодні модель повністю або частково впроваджена в 8 країнах: у 5 із 28 державах Євросоюзу (Швеція, Норвегія, Ісландія, Франція, Ірландія) та 3 поза ним: Канада, Північна Ірландія та Ізраїль. В Німеччині, Іспанії, Латвії та Литві йде робота над прийняттям моделі. Поза ЄС впровадження моделі розглядає Велика Британія.
У 2014 році Європарламент ухвалив резолюцію на користь Нордичної моделі, в якій закликав держави ЄС криміналізувати купівлю проституції та пропонувати підтримку жертвам торгівлі людьми для виходу із проституції, визнавши негативний вплив легалізації проституції на безпеку жінок та дівчат.
Лише деякі міжнародні організації виступають проти цього типу законодавства, наприклад, Amnesty International закликає скасувати подібні закони. Об'єднана програма ООН з ВІЛ/СНІДу виступає за декриміналізацію проституції, але не закликає до легалізації сутенерства (т. зв. повної декриміналізації).

## Впровадження
Модель бере початок із Закону «Про заборону на купівлю сексуальних послуг» і частково або повністю впроваджена в таких країнах:
- 1999 — модель вперше запроваджена у Швеції як частина закону Квіннофріда (Закон проти насильства над жінками).
- 2009 — модель набула чинності в Норвегії як частина Sexkjøpsloven (Закону про покупців сексу).[11]
- 2009 — Ісландія прийняла модель. За опитуваннями громадської думки, 70 % населення підтримали заборону на придбання сексуальних послуг.[12]
- 2014 — Канада запровадила нордичну модель як частину Закону про захист громад та експлуатованих осіб.[15]
- 2015 — Північна Ірландія прийняла модель.[27]
- 2016 — Франція прийняла модель.[13]
- 2017 — В Ірландії придбання сексуальних послуг стало незаконним в рамках Закону про сексуальні правопорушення.[14]
- 2018 — Ізраїль прийняв Нордичну модель.[17]

Над впровадженням шведської моделі наразі працюють: Німеччина, Іспанія, Латвія, Литва. Велика Британія розглядає впровадження.

## Концепція
«Ключовим переконанням ООН є те, що всі жінки, залучені у проституцію, є постраждалими. Незалежно від того, називають вони себе „секс-працівницями“ чи ні, незалежно від того, чи вважають вони це роботою, ми вважаємо їх постраждалими. А тих, хто купує такі „послуги“, вважаємо тими, хто здійснює насильство проти жінок. Тому що ми не вважаємо, що проституція — це те, що жінки обирають через „любов до професії“, це — найбільш безнадійне, найбільш нездорове та принизливе, що може трапитись з будь-якою жінкою. Це наша позиція». (Заява виконавчої директорки ООН Жінки Пумзіле Мламбо-Нгука, 2020 [Архівовано 26 жовтня 2020 у Wayback Machine.])

## Ефективність

### Порівняно з легалізацією
У 2012 році дослідники/-ці з Німеччини, Швейцарії та Великої Британії вивчили вплив легалізації проституції на торгівлю людьми. Загальним висновком стало те, що легалізація проституції призводить до розширення ринку проституції, що збільшує торгівлю людьми. Зростання нелегальної проституції після її легалізації може бути спричинене двома факторами:
- незаконне постачання може видаватися законним,
- легалізація зменшує стигму, пов'язану з купівлею проституції.

Прикладом зростання проституції після легалізації є Данія: обсяг зріс на 40 % між 2002 і 2009 роками після легалізації в 1999. Деякі дослідження в Європі показують, що торгівля людьми нижча в країнах, де проституція та її купівля є незаконними, а найвищий у країнах, де проституція легалізована.

## За країнами

### Швеція
У 2008, через 9 років після впровадження, шведський уряд призначив спеціальний слідчий комітет (Комітет з розслідування) під проводом колишньої судді Верховного суду Анни Скархед, щоб оцінити дію заборони на купівлю сексуальних послуг. За звітом комітету, вулична проституція зменшилась наполовину. Поліція зосередилася на скороченні вуличної проституції як сигналі для громадськості, оскільки така форма проституції була найпомітнішою. Змінилася й громадська думка: 70 % населення висловилося за заборону придбання сексуальних послуг у Швеції. Комітет додав застереження, що, оскільки проституція та торгівля людьми є складними питаннями, які часто проводяться таємно, а опитування часто обмежені, до будь-яких даних слід ставитися обережно.
Комітет з прав жінок та гендерної рівності Євросоюзу у 2013 заявив, що «проституйоване населення Швеції становить одну десяту у порівнянні із сусідньою Данією, котра має лише на 40 % меншу кількість населення і де купівля сексу є законною. Закон змінив громадську думку. У 1996 році 45 % жінок та 20 % чоловіків висловилися за криміналізацію покупців сексу. У 2008 році 79 % жінок та 60 % чоловіків висловились за закон. Щобільше, шведська поліція підтверджує, що скандинавська модель мала стримувальний вплив на торгівлю людьми для сексуальної експлуатації». До запровадження в 1999 про те, що вони користуються проституцією заявляли 12.5 % чоловіків, у 2014 — лише 7,7 % чоловіків.
За звітом шведського уряду (2013 рік), вулична проституція за попередні 10 років зменшилася вдвічі, при цьому реклама ескорту зросла з 304 до 6965. У звіті зазначено, що збільшення кількості реклами не обов'язково означає, що зросла кількість осіб в проституції. За звітом Шведського інституту, доступність проституції зросла у Швеції завдяки Інтернету так само, як і в інших країнах. Пер-Андерс Сюнессон, адвокат, який більше 20 років працює у Швеції та на міжнародному рівні із соціальною та кримінальною політикою, стверджує: «Ніщо не вказує на те, що в Швеції спостерігається більший приріст проституції через Інтернет, ніж у інших країнах. Це вказує на те, що заборона не призвела у Швеції до переміщення вуличної проституції в Інтернет».

### Норвегія
Модель набула чинності в Норвегії у 2009 році як частина Sexkjøpsloven (Закон про покупців сексу), запровадженого у 2008 році під урядом Єнса Столтенберга з лейбористів. Уряд працює у складі коаліції Центристської партії (Senterpartiet), Норвезька робітнича партія (Arbeiderpartiet) та Соціалістичної лівої партії (Sosialistisk Venstreparti). Вперше закон обговорювався в 1997 році. В 2000 р. запровадила кримінальну відповідальність за покупку сексу серед осіб, які не досягли 18-річного віку. Спочатку відбувалась протидія впровадженню моделі, і Норвегія провела оцінку законів про проституцію в Нідерландах та Швеції, щоб дійти висновку, яку модель слід прийняти. Підходи законодавства обох країн були визнані хибними. Однак зі збільшенням кількості торгівлі людьми у 2000-х Норвегія застосувала модель для зменшення трафікінгу для секс-індустрії, а потім перейняла скандинавську модель.
У своїх маніфестах на парламентських виборах 2013 року Консервативна партія (Høyre), Партія зелених (Miljøpartiet de Grønne), Ліберальна партія (Venstre) та Партія прогресу (Fremskrittspartiet) включили скасування Закону про купівлю сексу, стверджуючи, що відсутня політична підтримка закону. Однак консерваторам, зеленим, лібералам та прогресистам не вдалося набрати більшість на виборах 2013 року, тому закон не був скасований. На парламентських виборах 2017 року їм також не вдалося отримати більшість. На цей час вони займають 80 зі 169 депутатських місць разом. Партії, що мають більшість, а саме Центристська партія, Християнсько-демократична партія, Лейбористська партія та Соціалістична ліва партія, виступають за підтримку цього закону.
Дослідження норвезької влади через п'ять років після набрання чинності законом, встановило, що модель гальмує розвиток ринку проституції і сприяє тому, що Норвегія стає менш привабливою для проституції. Досліджено, що ринок вуличної проституції впав до 45–60 % у порівнянні з рівнем до запровадження закону. За підрахунками, загальний ринок проституції зменшився на 25 %. Деякі науковці ставлять це під сумнів на підставі того, що в даних, що використовуються для ствердження успіху, є занадто багато невизначеностей, а Координаційна група з питань жертв торгівлі людьми в Норвегії (KOM) повідомила, що кількість виявлених потенційних жертв торгівлі людьми для сексуальної експлуатації збільшувалась щороку між 2007 і 2012 роками. Хоча ця цифра знизилася в 2013, кількість жертв все ще була вищою, ніж у 2007. Кількість жертв знову зросла у 2014.
Опитування проституйованих жінок показали, що з введенням закону змінилися клієнти: поменшало молодих чоловіків, чоловіків вищого класу, побільшало іноземців. Як і у Швеції, до чоловіків, які купують секс, стали ставитися негативніше (особливо молоді чоловіки). У звіті також зазначалося, що проституйовані жінки можуть боятися пред'являти звинувачення за насильницькі дії покупців через загрозу виселення з місця, де надають послуги. Виселення відбуваються через закон, що забороняє отримувати прибуток від роботи повією: орендодавці отримують прибуток від доходів проституйованих жінок, отже, як тільки поліція дізнається, що за певною адресою займаються проституцією, вона зв'язується з наймодавцем і просить їх виселити жінок.
В той же час порівняльне дослідження після запровадження Нордичної моделі показало, що в Норвегії суттєво знизилися рівні серйозного фізичного і сексуального насильства: кількість зґвалтувань зменшилась на 48 % (тобто майже в 2 рази), ударів кулаком — на 38 %, насильство з боку постійних клієнтів знизилося на 65 %, а насильство з боку незнайомої людини в машині зменшилося на 60 %.

### Ісландія
Хоча з 2009 купівля сексу незаконна, з 2015 року спостерігається значне зростання організованої проституції, що певною мірою стало наслідком швидкого зростання туристичного сектора. У звіті національного комісара ісландської поліції (2017) йдеться, що проституція «вибухнула» за останні 18 місяців. Переважна більшість проституйованих — іноземки. За даними поліції, проституція в Ісландії частково пов'язана з організованою злочинністю та торгівлею людьми. Країна стала напрямком секс-туризму. Серед факторів, які перешкоджають повному виконанню закону:
- Жертви торгівлі людьми відмовляються співпрацювати з поліцією та свідчити проти своїх викрадачів;
- Значне зростання туризму в Ісландії загалом за останні роки (що збільшило попит на проституйованих жінок).
- Трафікерам легко переправляти жінок з бідніших країн ЄС в Ісландію та змусити залишатися три місяці, не реєструючи їх офіційно (оскільки Ісландія входить в Шенген).[59]
- У ісландській системі правосуддя досі не відбулося суттєвих змін. Судові засідання часто проводяться в приватному режимі, не впливаючи на репутацію чоловіка, якого судять за купівлю людини для сексу. Штрафи, які виставляються, також порівняно низькі.[60]

Жінки зі Східної Європи, Прибалтики та Південної Америки входять у категорію ризику в Ісландії. Державний департамент США з моніторингу та боротьби з торгівлею людьми знизив рейтинг Ісландії в 2017 році з рівня 1 до рівня 2. В 2020 рейтинг залишався на рівні 2, хоча «уряд продемонстрував загальні посилення зусиль у порівнянні з попереднім звітним періодом, але… не притягував до кримінальної відповідальності та не засуджував підозрюваних у торгівлі людьми дев'ятий рік поспіль. Влада розслідувала менше випадків торгівлі людьми та виявила меншу кількість підозрюваних жертв. Крім того, урядовці не проводили належного аналізу показників торгівлі людьми серед вразливих груп населення».

## Шведська модель в Україні

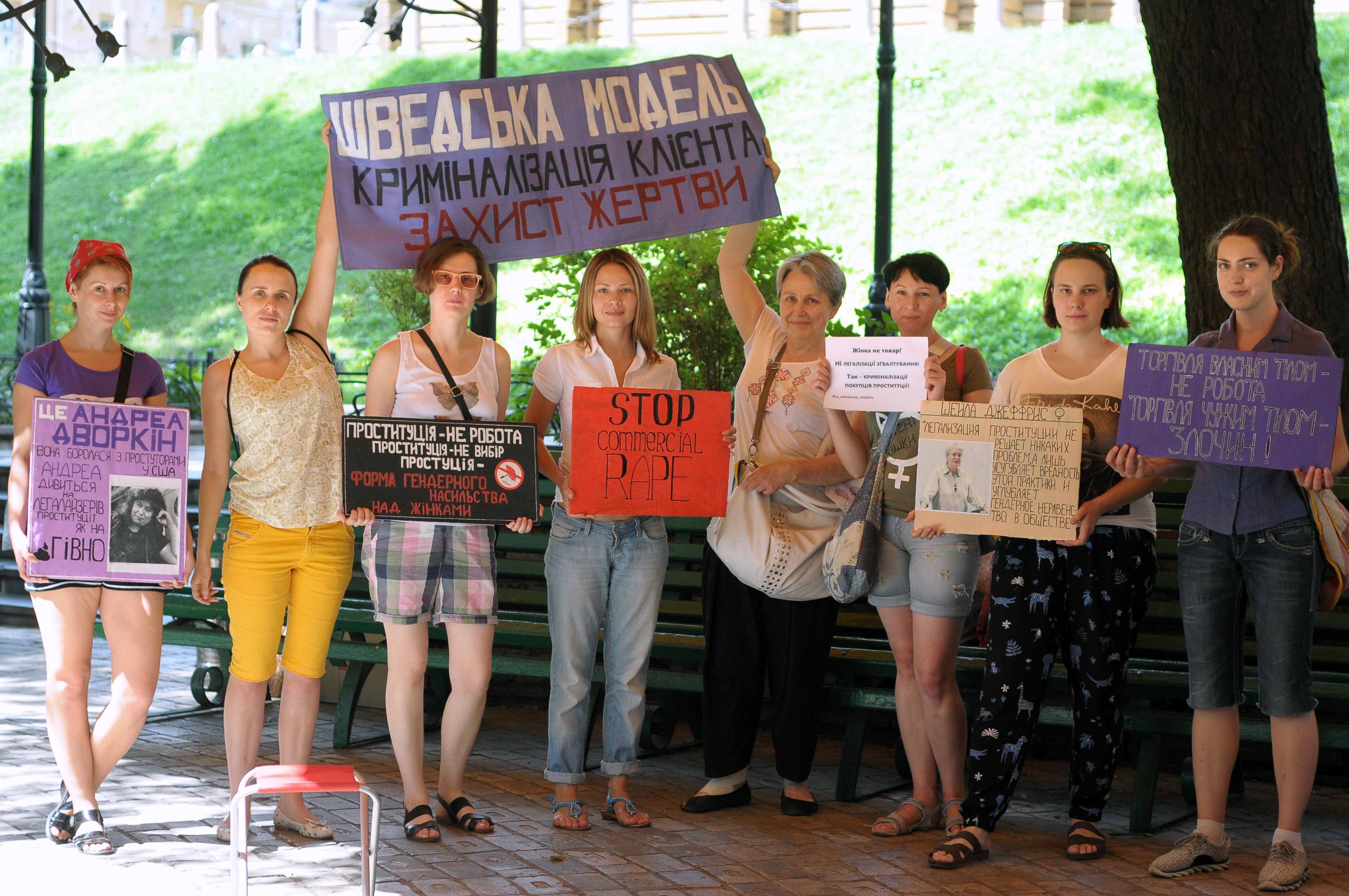
Акція за Шведську модель в Україні, серпень 2017

В Україні станом на 2021 рік було відсутнє покарання за проституцію, але в теорії кримінального права плата за використання проституції вважалася використанням вразливого стану потерпілої. Відповідно до порівняння наукових та законодавчих підходів України та Швеції, Україна вже сьогодні близька до шведської моделі. Однак, це лише теоретичне положення, яке потребує подальшого законодавчого закріплення.
12 січня 2005 року Верховна Рада України запровадила механізм боротьби з проституцією, що частково відповідає шведській моделі: введена в дію сувора кримінальна відповідальність за торгівлю людьми чи втягнення їх у заняття проституцією; на заміну системі штрафів введено покарання у вигляді позбавлення волі з (без) конфіскацією майна. Суттєва відмінність української моделі від шведської — відсутність покарання для покупців (клієнтів) проституції (криміналізація клієнта є ядром шведської моделі) та наявність адміністративної відповідальності за проституцію для проституйованих.
З 2017 року в Україні проводяться вуличні акції та офіційні заходи [Архівовано 1 листопада 2020 у Wayback Machine.] на підтримку запровадження Шведської моделі боротьби з попитом.
12 червня 2019 року в Києві пройшла прес-конференція "Досвід Швеції з питань протидії торгівлі людьми та сексуальної експлуатації" за участі посла Королівства Швеції з особливих доручень у сфері боротьби з торгівлею людьми Пер-Андерса Сунессона та Надзвичайного і повноважного посла Королівства Швеція в Україні Мартіна Гагстрема.